# 1608
1608 (MDCVIII) je bilo prestopno leto, ki se je po gregorijanskem koledarju začelo na torek, po 10 dni počasnejšem julijanskem koledarju pa na petek.

## Dogodki
- švedske vojaške enote vdrejo v Moskvo.
- Hans Lippershey izumi daljnogled.
- Francozi ustanovijo Quebec.
- v Nemčiji se izoblikujejo protestantske zveze proti Habsburžanom.

## Rojstva
- 28. januar - Giovanni Alfonso Borelli, italijanski fiziolog, fizik, astronom, matematik († 1679)
- 9. september - Nakae Todžu, japonski konfucijanski filozof († 1648)
- 15. oktober - Evangelista Torricelli, italijanski fizik, matematik († 1647)
- 9. december - John Milton, angleški pesnik († 1674)

## Smrti
- 23. februar - Konstantin Vasilij Ostroški, rusinski magnat in kijevski vojvoda  (* 1526)
- John Dee, valižanski matematik, astronom, astrolog, geograf (* 1527)